# Ейдан Барлоу
Ейдан Вілл Барлоу (англ. Aidan Will Barlow, нар. 10 січня 2000, Солфорд, Англія) — англійський футболіст, фланговий півзахисник клубу «Рочдейл».

## Ігрова кар'єра

### Клубна
Ейдан Барлоу народився в одному з передмість Манчестера — Солфорд. З шести років почав займатися футболом в клубній академії «Манчестер Юнайтед». Грав за команду у Юнацькій лізі. В грудні 2017 року Барлоу підписав з клубом перший професійний контракт.
В серпні 2019 року Барлоу був відправлений в оренду в норвезький «Тромсе» до кінця чемпіонату Норвегії. Саме в складі «Тромсе» Барлоу забив перший гол на професійному рівні. В грудні футболіст повернувся до Англії.
В червні 2020 року стало відомо, що Барлоу залишить «Манчестер Юнайтед» після завершення терміну контракту. Після цього футболіст проходив випробування в англійських клубах «Сток Сіті» та «Іпсвіч Таун». В липні 2021 року Барлоу приєднався до «Донкастер Роверз», з яким підписав контракт на один рік. Пізніше термін дії контракту було продовжено. Сезон 2023/24 Ейден провів у клубі «Істлі».
Після чого в липні 2024 року перейшов до «Рочдейла».

### Збірна
В травні 2017 року Ейден Барлоу брав участь у юнацькому чемпіонаті Європи в Хорватії, де збірна Англії (U-17) стала срібним призером турніру.

## Титули
Англія (U-17)
 Віце - чемпіон Європи: 2017